# ヴァルティナ
ヴァルティナ（Värttinä、よりフィンランド語に近い表記ではヴァルッティナ)は、フィンランドのフォーク・ミュージック・バンドである。3人の女性ボーカリストをフロントに据えた6人組編成。日本にも数度、来日公演している。

## メンバー
- マッリ・カーシネン (Marri Kaasinen) - ボーカル
- スサン・アホ (Susan Aho) - ボーカル
- カロリーナ・カンテリネン (Karoliina Kantelinen) - ボーカル
- ハンヌ・ランタネン (Hannu Rantanen) - ベース
- マッティ・カッリオ (Matti Kallio) - アコーディオン、キーボード
- ミッコ・ハッシネン (Mikko Hassinen) - ドラム、パーカッション

## ディスコグラフィ

### アルバム
- 『誕生〜ザ・ファースト・アルバム』 - Värttinä (1987年)
- Musta Lindu (1989年)
- Oi Dai (1991年)
- Seleniko (1992年)
- 『アイタラ』 - Aitara (1994年)
- 『コッコ』 - Kokko (1996年)
- 『ヴィヒマ』 - Vihma (1998年)
- 『イルマタル』 - Ilmatar (2000年)
- 6.12. (2001年) ※アメリカ盤タイトルは『Live in Helsinki』。2000年6月12日にヘルシンキのSavoy-teatteriでライブ録音
- Double Life (2002年) ※2枚組コンピレーション。『6.12.』全曲やスタジオ・アルバムからの各曲を収録
- 『イキ〜エターナル・ブレス』 - iki (2003年)
- Snow Angel (2005年) ※コンピレーション。チェコのインディーから発売
- Miero (2006年)
- 25 (2007年) ※コンピレーション
- 『霧』 - Utu (2012年)
- 『ヴィエナ』 - Viena (2015年)